# Drifters (манга)
Drifters (яп. ドリフターズ Дорифута:дзу, букв. «Скитальцы») — японская манга, написанная и проиллюстрированная Котой Хирано, в жанрах фантастика и альтернативная история. Впервые была опубликована издательством Shonen Gahosha в журнале Young King OURs 30 апреля 2009 года. Её персонажи — различные исторические личности, призванные в неизвестный мир, где их навыки и методы необходимы магам, чтобы спасти мир от полного уничтожения. Телевизионная аниме-адаптация вышла в эфир 7 октября 2016 года.

## Сюжет
Симадзу Тоёхисе во время битвы при Сэкигахаре удаётся смертельно ранить Ии Наомасу, при этом он сам был тяжело ранен. Тоёхиса покидает поля боя раненым и с обильным кровотечением, после этого попадает в длинный коридор с множеством дверей, посреди которого стоит стол и за ним сидит странный человек в очках, который его ждет. Этот человек — Мурасаки, записывая что-то в своём бланке, отправляет Тоёхису против его воли в ближайшую дверь, после выхода из которой, он просыпается уже в другом мире. Там Тоёхиса встречает других великих воинов, подобных ему, которые являются частью группы, именуемой «Скитальцы».
В новом для себя мире Тоёхиса встречает как обычных людей, так и ряд фантастических существ, включая эльфов, гномов и хоббитов. Этот мир находится в состоянии войны, люди ведут безуспешную войну против другой группы великих воинов — «Отродий», которые хотят захватить власть над миром и убить всех людей вкупе со Скитальцами. Под командованием Отродий много ужасных существ, в том числе драконы, которых они используют, чтобы уничтожить всё на своем пути. В начале истории армия Отродий контролирует северную часть континента, и в настоящее время пытается вторгнуться на юг через крепость на севере страны под названием Карнеад. Между тем, организация «Октябристы» — группа людей-магов, для которых этот мир родной, пытаются найти и свести вместе как можно больше всевозможных Скитальцев, чтобы спасти свой мир от жестоких Отродий.

## Персонажи

### Скитальцы
Симадзу Тоёхиса (яп. 島津 豊久) — главный герой, самурай. Является реальной исторической личностью. Лидер скитальцев. Уроженец Сацумы, в то время находившейся под управлением клана Симадзу, герб клана которого изображён на одежде Тоёхисы. Погиб в знаменитой битве при Утодзаке во время войны Сэкигахара. Довольно прост в общении, в бою, однако, становится неуправляем, хотя всегда следует кодексу самурая (Бусидо). Отличный мечник, в бою действует по ситуации и всегда находит необычные решения создавшихся проблем. Его противников (в основном командиров) настигает тяжёлая участь — отсечение головы. Тоёхиса считает, что именно голова символизирует сосуд души человека; телу не придаёт никакого значения, голову же захоранивает. После того, как он попал в другой мир, Тоёхиса встречает Оду Нобунагу и Насу-но Ёити. После недолгого пребывания в замешательстве присоединяется к их дуэту. После начинается основное действие, где три главных героя выступают в роли освободителей эльфов, а потом и дворфов. Объединяют их под предводительством Тоёхисы для уничтожения Империи Ортэ. Тоёхиса не преследует в качестве цели захват власти, он просто хочет убивать, но при этом и помочь местному народу восстановить свои права. Ода, что поначалу кажется странным, «ставя» Тоёхису во главу ополчения, позже объясняет свой выбор тем, что ему уже надоело быть лидером, и Тоёхиса со своими качествами самурая лучше подойдёт на эту должность; сам же ставит себя на роль помощника.
Сэйю: Юити Накамура
Ода Нобунага (яп. 織田 信長) —  военно-политический лидер Японии периода Сэнгоку, один из наиболее выдающихся самураев в японской истории, посвятивших свою жизнь объединению страны. Реальная историческая личность. Прекрасный стратег. Нобунага — жестокий человек, обожающий поджоги и массовые убийства; предпочитает пить сакэ из черепов врагов. Является очень образованным для своего времени человеком, знаком с производством чёрного пороха. Проявляет большой интерес к технологии огнестрельного оружия, полагая, что это перевернёт саму суть ведения боя.
Сэйю: Наоя Утида
Насу-но Ёити (яп. 那須 与一 Насу Ёити) — сын Сукэтаки, уроженца земли Симоса. Реальная историческая личность. Самый молодой и одновременно самый старый из скитальцев, он жил за 400 лет до Тоёхисы. Является прекрасным лучником. Очень красив, но утверждает, что был самым страшным из всех его одиннадцати братьев. Говорит мало, но это не мешает ему время от времени шутить. Часто разнимает дерущихся напарников, что навевает ему воспоминания о драках с братьями. Занимается обучением стрельбы присоединившихся к ним эльфов.
Сэйю: Мицуки Сайга
Абэ-но Сэймэй (яп. 安倍 晴明  Абэ Сэймэй) — молодой человек, основатель и лидер общества «Октябристы». Объединился со Скитальцами, чтобы одолеть Чёрного Короля. Полулегендарный японский мистик, практиковавший оммёдо — древнеяпонскую эзотерическую космологию — в середине периода Хэйан японской истории. Предполагается, что возникновение множества легенд про него связано с тем, что он жил долго и никогда не болел. Реальная историческая личность.
Сэйю: Такахиро Сакураи
Наоси Канно (яп. 菅野 直 Канно Наоси) — японский лётчик-истребитель, ас времён Второй Мировой войны. Реальная историческая личность. Согласно истории — точная дата смерти неизвестна. Из некролога императорской японской армии следует, что его самолет на базу не вернулся, пилот признан погибшим 1 августа 1945 года.
Сэйю: Тацухиса Судзуки
Граф Сен-Жермен (яп. サン・ジェルミ伯 Сан Дзьэруми Хаку) — авантюрист и дипломат Эпохи Просвещения. Гомосексуал. Вместе с Адольфом Гитлером основал в новом мире Империю Ортэ. После смерти Гитлера стал вместе с остальными чиновниками Ортэ править империей.
Сэйю: Томокадзу Сугита
Алестер (яп. アレスタ Арэсута) — товарищ и подчинённый Графа Сен-Жермена. Гомосексуал-геронтофил(его привлекают пожилые мужчины). Опытный боец сражающийся на двух мечах.
Сэйю: Кэндзи Фукуда
Флеми (яп. フラメ Фурамэ) — товарищ и подчинённый Графа Сен-Жермена. Гомосексуал-эфебофил (его привлекают мальчики-подростки). Всегда носит вульгарный макияж. Опытный боец.
Сэйю: Кодзи Юса
Ганнибал Барка (яп. ハンニバル・バルカ Ханнибару Барука) — знаменитый карфагенский полководец. Согласно истории он умер в 183 году до нашей эры. Он был предан Прусием — царем Вифинии, который находился сговоре с Римским Сенатом. Царские солдаты окружили Ганнибала в городе на берегу Вифинии — Либиссе. Ганнибал, поняв, что он попал в окружение и все возможные пути отхода уже перекрыты, решает принять яд, хранящийся в перстне, который он всегда носил на пальце. Теперь, путешествуя в группе Скитальцев, он как человек пожилой, ведет вечный спор с Сципионом Африканским, пытаясь уличить того в «плагиате» в битве при Заме. Они были прославленными генералами, сразившимися друг напротив друга во время Второй Пунической войны, тогда победа досталась Сципиону. Иногда кажется, что он впадает в старческий маразм, но на самом деле он очень умен. Реальная историческая личность.
Сципион Африканский (яп. スキピオ・アフリカヌス Сукипио Афуриканусу) — римский военачальник и политический деятель, консул 205 и 194 до н. э. годов Начал военную карьеру в 218 год до н. э.. во время Второй Пунической войны.  спорит с Ганнибалом. Поначалу путешествовал вместе с со Скитальцами, но  вывалился с повозки. Позже начал сотрудничать с Канно Наоси. Реальная историческия личность.
Бутч Кэссиди (яп. ブッチ・キャシディ Бутти Кясиди) — легендарный преступник Дикого Запада, перенесенный в новый мир для борьбы против Чёрного Короля и его армий. Согласно истории — точная дата его смерти неизвестна. Он и его верный напарник Сандэнс Кид были пойманы солдатами боливийской армии в 1908 году. Следуя отдельным историческим источникам — они были застрелены солдатами, но никаких доказательств, подтверждающих данную теорию, найдено не было. В новый мир, прямиком из Дикого Запада, Бутч Кэссиди попадает в компании своего прославленного компаньона — Сандэнса Кида. В подтверждение листовкам «Вооружен и очень опасен», Бутч и Сандэнс Кид располагают обширным арсеналом, от пистолетов до крупнокалиберного пулемета. Они принимают активное участие в противостоянии Чёрному Королю. Реальная историческая личность.
Сэйю: Дайсукэ Оно
Сандэнс Кид (яп. サンダンス・キッド Сандансу Киддо) —  известный преступник Дикого Запада, специализирующийся на ограблениях поездов и банков. Печально известный член банды  "Дикая шайка", как и Бутч Кэссиди. Сражается против Чёрного короля. Реальная историческая личность.
Сэйю: Ватару Такаги
Тамон Ямагути (яп. 山口 多聞 Ямагути Тамон) — японский флотоводец, в начале Второй мировой войны командовавший 2-й дивизией авианосцев ЯИФ и погибший вместе со своим кораблём в Мидуэйском сражении. Переместился в новый мир вместе со своим кораблём. Сотрудничает с Канно Наоси. Реальная историческая личность.
Сэйю: Ютака Накано
Ольминия (яп. オルミーヌ Оруми:ну) — молодой маг Октябристов. Поначалу следила за Тоёхисой, но была снята со слежки. Обладает пышными формами, что привлекает Нобунагу.
Сэйю: Сихо Кокидо
Мурасаки (яп. 紫) — человек в очках, который постоянно носит деловой костюм и отличается спокойным поведением. Он, видимо, в одиночку отвечает за появление Скитальцев в магическом мире, используя их в качестве средства для противостояния завоеваниям «Отродий», а также помогает Скитальцам изменить общественный уклад мира, в котором они в настоящее время находятся. Его часто видели сидящим за столом, в середине коридора с множеством дверей. Именно через этот коридор все герои попадают в новый мир. Он курит и читает газету, в которой описываются все новости о событиях, связанных с Скитальцами.
Сэйю: Мицуру Миямото
Кафет (яп. カフェト Кафэто) — один из членов сообщества «Октябрист», помощник Абэ-но-Харуакиры.
Сэйю: Масакадзу Нисида
Шара (Яп.シャラ Шара ) — Сын эльфийского старосты. Старший брат Марка и Марша. Храбрый эльф, обладающий авторитетом среди своих сородичей.
Сэйю: Дзюндзи Мадзима
Марша (яп. マーシャ Ма:ся) — 39-летний сын эльфийского старосты, брат Марка и Шары. Вместе с Марком помог раненому Тоёхисе.
Сэйю: Саёри Исидзука
Марк (яп. マルク Маруку) — 36-летний сын эльфийского старосты, брат Марши и Шары. Вместе с Маршей помог раненому Тоёхисе.
Сэйю: Томоко Цудзуки

### Отродья
Хидзиката Тосидзо (яп. 土方 歳三 Хидзиката Тосидзо:) — бывший вице-командир Синсэнгуми, который погиб, сражаясь во имя Токугава Бакуфу во время войны Босин. Хидзиката имеет возможность с помощью дыма проявить призрачные образы членов Синсэнгуми, и использует их, чтобы разрезать своих врагов. Реальная историческая личность.
Сэйю: Хироки Ясумото
Минамото-но Ёсицунэ (яп. 源 義経 Минамото Ёсицунэ) — сражается на стороне Чёрного Короля. Некогда бывший командир Насу-но Ёити. Реальная историческая личность. Японский полководец из клана Минамото, живший между концом периода Хэйан и началом периода Камакура. Был девятым сыном Минамото-но Ёситомо и младшим братом основателя Камакурского сёгуната Минамото-но Ёритомо.
Сэйю: Акира Исида
Жанна д'Арк (яп. ジャンヌ・ダルク Дзянну Даруку) — герой столетней войны между Францией и Англией. Сожжена на костре. Психически неуравновешенна и маниакальна. Имеет способность манипулировать огнём. При первой встрече со Скитальцами они приняли её за мальчика. Реальная историческая личность.
Сэйю: Дзюнко Минагава
Жиль де Ре (яп. ジルドレ Дзирудорэ) — французский дворянин, который был одним из соратников Жанны, но позже казнён за многочисленные случаи убийств, содомию и ересь. Он, видимо, продолжает сопровождать Жанну в бою даже после смерти. Обладает высокой живучестью и регенерацией. Первым из Отродий умер. Реальная историческая личность.
Сэйю: Кэндзи Номура
Григорий Распутин (яп. グリゴリー・ラスプーチン Гуригори: Расупу:тин) — известный российский мистик, который оказал огромное влияние на Русский Императорский Двор тем, что, якобы, он, благодаря своим способностям, способен исцелить наследника семьи Романовых, больного гемофилией Алексея. Теперь  правая рука Черного Короля. Реальная историческая личность.
Сэйю: Масахико Танака
Акэти Мицухидэ (яп. 明智 光秀) — самурай из рода Акэти, деятель периода Сэнгоку в истории феодальной Японии. Мицухидэ был одним из ближайших сподвижников даймё Оды Нобунаги, но позже предал его и вынудил совершить сэппуку. Замена погибшего Жиль де Ре. Реальная историческая личность.
Сэйю: Сё Хаями
Анастасия Николаевна Романова (яп. アナスタシア・ニコラエヴァ・ロマノヴァ Анасутасиа Никораэвуа Романовуа) — младшая дочь последнего российского императора Николая II. Сейчас имеет способность создавать вьюги и замораживать врагов. Тихая и меланхоличная. Реальная историческая личность.
Сэйю: Дзюнко Китаниси
Чёрный Король (яп. 黒王 Куро о:) — лидер Отродий. Обладает целебными силами и способностью приумножать биологический материал. Имеет стигматы на ладонях. Разочаровавшись в неблагодарных людях, ради которых он был готов на всё, он обращает свой взор на нечеловеческие расы, одаривая их своей любовью и чудесами. Безжалостен к людям и стремится всех их истребить как не заслуживающих второго шанса. Собрал вокруг себя людей из реального мира, обуреваемых тем же стремлением и называемых в этом альтернативном мире Отродьями. Поскольку лицо и тело, кроме ног, и рук со стигматами, скрыто под его балахоном - личность его неизвестна.     
Сэйю: Тайтэн Кусуноки
Изи (яп. イーズィー И:дзи:) — молодая женщина с длинными чёрными волосами. Судя по всему, ведёт борьбу с Мурасаки. Отвечает за создание Отродий, врагов Скитальцев. Её появление сопровождается сгущением тьмы.
Сэйю: Канаэ Ито

## Медиа-издания

### Манга
Манга авторства Кото Хирано выпускается издательством Shonen Gahosha в журнале Young King OURs с 30 апреля 2009 года.

#### Список томов
| № | Дата публикации      | ISBN                   |
| - | -------------------- | ---------------------- |
| 1 | 7 июля 2012 года     | ISBN 978-4-08-877725-2 |
| 2 | 13 октября 2011 года | ISBN 978-4785937140    |
| 3 | 18 марта 2013 года   | ISBN 978-4785950439    |
| 4 | 27 октября 2014 года | ISBN 978-4785954369    |
| 5 | 6 июня 2016 года     | ISBN 978-4785957902    |
| 6 | 30 ноября 2018 года  | ISBN 978-4785963446    |

### Аниме

#### Список серий
| № серии | Название | Трансляция в Японии                |
| ------- | --- | ---------------------------------- |
| 1       | Боевая песнь (Fight Song) | 7 октября 2016 года                |
| 2       | Шаги «Какато Нару» (踵鳴る) | 14 октября 2016 года               |
| 3       | Наше войско — Вылазка на рассвете «Орэ-гун Акацуки но Сюцугэки» (俺軍 暁の出撃)                                                                        | 21 октября 2016 года               |
| 4       | Сильное сердце «Акутибу Ха:то» (アクティブハート) | 28 октября 2016 года               |
| 5       | Верни мне любовь «Ай о торимодосэ» (愛をとりもどせ) | 4 ноября 2016 года                 |
| 6       | Человек судьбы (Men of Destiny) | 11 ноября 2016 года                |
| 7       | Ныряльщик в хаос «Каосу дайба:» (カオスダイバー) | 18 ноября 2016 года                |
| 8       | Позови меня, загадка «Фусиги CALL ME» (不思議 CALL ME)                                                                                                 | 25 ноября 2016 года                |
| 9       | Серьезный бомбардировщик «Хонки Бомба» (本気ボンバー)                                                                                                  | 2 декабря 2016 года                |
| 10      | Baba Yetu | 9 декабря 2016 года                |
| 11      | Приключение Даймё с пистолетом - Игра на совпадение «Писутору Даймё но бо:кэн - хинава мару кадзоэута»                                                 | 16 декабря 2016 года               |
| 12      | Глядя на Синсэнгуми - Песня вспыльчивого мальчика из Кюсю «Мицумитэ ☆ Синсэнгуми - Нэккецу кю:сю: дандзи но ута» (みつめて☆新選組～熱血九州男児の唄～) | 23 декабря 2016 года               |
| 13(OVA) | Перезапись «Рираито» (リライト) | 23 декабря 2017 года (DVD/Blu-ray) |
| 14(OVA) | Начать войну (BRING ON A WAR) | 23 декабря 2017 года (DVD/Blu-ray) |
| 15(OVA) | Диковинный рыцарь (The Outlandish Knight) | 30 ноября 2018 года (DVD)          |

## Награды и номинации
«Скитальцы» дважды номинировались на ежегодной премии Манга тайсё, в 2011 и в 2012 годах. Манга была награждена BAMFAS.
В опросе Anime!Anime! за 2015 год «Скитальцы» заняли 5-е место среди 10 желанных аниме-адаптаций манг.